# Henri Massal
Henri Massal, "Pitchoune" (Montblanc, 1º maggio 1921 – Boujan-sur-Libron, 11 agosto 2009), è stato un ciclista su strada francese.
Vinse cinque corse fra i professionisti fra cui una tappa al Tour de France 1947 e la prima edizione del Grand Prix du Midi Libre, nel 1947 fu quarto alla Parigi-Tours.

## Palmares
- 1947 (France-Sport, quattro vittorie)

2ª tappa Circuit des six provinces
3ª tappa Circuit des six provinces
Classifica generale Circuit des six provinces
12ª tappa Tour de France (Marsiglia > Montpellier)
- 1949 (France-Sport, una vittoria)

Classifica generale Grand Prix du Midi Libre

## Piazzamenti

### Grandi Giri
- Tour de France

1947: 30º
1948: fuori tempo massimo (alla 3ª tappa)
1949: ritirato (alla 17ª tappa)

### Classiche monumento
- Milano-Sanremo

1949: 43º
- Parigi-Roubaix

1946: 24º
1947: 27º